# 激进政治
激进政治（英語：Radical politics），又称激进主义、急进主义，是處於现存组织、社会状态或运作方式中相对不利的位置上怀有强烈的不满，从而产生否定的观念，迫切寻求对现状从根本上进行剧烈的变革。激进左翼与激进右翼均为激进政治的一部分。
激进派出於争取利益的动机所做出的各种抗爭举动可能会给该国主张维持现状的派系带来一些利益损失，因而不受后者的认可和待见。
俄罗斯的弗拉基米尔·列宁和约瑟夫·斯大林，中国的毛泽东，德国的阿道夫·希特勒，美国的罗纳德·里根和英国的玛格丽特·撒切尔都是激进派的领导人。

## 歷史
激進政治是1960年及1970年間，美國著名的思維模式，在流行、政治、音樂品味、教育及社會價值上，皆摒棄安定的中產階級價值觀及保守態度。当时激進政治的主要特色包括，激進的政治理念、煽動性時尚風格及藥物使用。較狹義的說，此運動亦催化1960年代的民權運動精神。